# شهرستان سینت-نیکلاس
شهرستان سینت-نیکلاس (به هلندی: Arrondissement Sint-Niklaas) در استان فلاندری شرقی  در منطقه فلاندری در کشور بلژیک واقع شده‌است.